# Grand Prix automobile du Japon 1996
GP précédent GP suivant
Le Grand Prix automobile du Japon 1996 (Fuji TV Japanese Grand Prix). disputé sur le circuit de Suzuka le 13 octobre 1996, est la 597e épreuve du championnat du monde de Formule 1 courue depuis 1950 et la seizième et dernière manche du championnat 1996.

## Qualifications
| Pos.                      | No | Pilote                | Écurie             | Temps          | Écart     |
| ------------------------- | -- | --------------------- | ------------------ | -------------- | --------- |
| 1                         | 6  | Jacques Villeneuve    | Williams-Renault   | 1 min 38 s 909 |           |
| 2                         | 5  | Damon Hill            | Williams-Renault   | 1 min 39 s 370 | + 0 s 461 |
| 3                         | 1  | Michael Schumacher    | Ferrari            | 1 min 40 s 071 | + 1 s 162 |
| 4                         | 4  | Gerhard Berger        | Benetton-Renault   | 1 min 40 s 364 | + 1 s 455 |
| 5                         | 7  | Mika Häkkinen         | McLaren-Mercedes   | 1 min 40 s 458 | + 1 s 549 |
| 6                         | 2  | Eddie Irvine          | Ferrari            | 1 min 41 s 005 | + 2 s 096 |
| 7                         | 15 | Heinz-Harald Frentzen | Sauber-Ford        | 1 min 41 s 277 | + 2 s 368 |
| 8                         | 8  | David Coulthard       | McLaren-Mercedes   | 1 min 41 s 384 | + 2 s 475 |
| 9                         | 3  | Jean Alesi            | Benetton-Renault   | 1 min 41 s 562 | + 2 s 653 |
| 10                        | 12 | Martin Brundle        | Jordan-Peugeot     | 1 min 41 s 600 | + 2 s 691 |
| 11                        | 11 | Rubens Barrichello    | Jordan-Peugeot     | 1 min 41 s 919 | + 3 s 010 |
| 12                        | 9  | Olivier Panis         | Ligier-Mugen-Honda | 1 min 42 s 206 | + 3 s 297 |
| 13                        | 14 | Johnny Herbert        | Sauber-Ford        | 1 min 42 s 658 | + 3 s 749 |
| 14                        | 18 | Ukyo Katayama         | Tyrrell-Yamaha     | 1 min 42 s 711 | + 3 s 802 |
| 15                        | 19 | Mika Salo             | Tyrrell-Yamaha     | 1 min 42 s 840 | + 3 s 931 |
| 16                        | 10 | Pedro Diniz           | Ligier-Mugen-Honda | 1 min 43 s 196 | + 4 s 287 |
| 17                        | 17 | Jos Verstappen        | Arrows-Hart        | 1 min 43 s 383 | + 4 s 474 |
| 18                        | 20 | Pedro Lamy            | Minardi-Ford       | 1 min 44 s 874 | + 5 s 965 |
| 19                        | 16 | Ricardo Rosset        | Arrows-Hart        | 1 min 45 s 412 | + 6 s 503 |
| Règle des 107% : 1:45.833 |    |                       |                    |                |           |
| Nq.                       | 21 | Giovanni Lavaggi      | Minardi-Ford       | 1 min 46 s 795 | + 7 s 886 |

## Classement
| Pos. | No | Pilote                | Écurie             | Tours | Temps/Abandon                      | Grille | Points |
| ---- | -- | --------------------- | ------------------ | ----- | ---------------------------------- | ------ | ------ |
| 1    | 5  | Damon Hill            | Williams-Renault   | 52    | 1 h 32 min 33 s 791 (197,656 km/h) | 2      | 10     |
| 2    | 1  | Michael Schumacher    | Ferrari            | 52    | + 11 s 883                         | 3      | 6      |
| 3    | 7  | Mika Häkkinen         | McLaren-Mercedes   | 52    | + 13 s 212                         | 5      | 4      |
| 4    | 4  | Gerhard Berger        | Benetton-Renault   | 52    | + 26 s 526                         | 4      | 3      |
| 5    | 12 | Martin Brundle        | Jordan-Peugeot     | 52    | + 1 min 07 s 120                   | 10     | 2      |
| 6    | 15 | Heinz-Harald Frentzen | Sauber-Ford        | 52    | + 1 min 21 s 186                   | 7      | 1      |
| 7    | 9  | Olivier Panis         | Ligier-Mugen-Honda | 52    | + 1 min 24 s 510                   | 12     |        |
| 8    | 8  | David Coulthard       | McLaren-Mercedes   | 52    | + 1 min 25 s 233                   | 8      |        |
| 9    | 11 | Rubens Barrichello    | Jordan-Peugeot     | 52    | + 1 min 41 s 065                   | 11     |        |
| 10   | 14 | Johnny Herbert        | Sauber-Ford        | 52    | + 1 min 41 s 799                   | 13     |        |
| 11   | 17 | Jos Verstappen        | Arrows-Hart        | 51    | + 1 tour                           | 17     |        |
| 12   | 20 | Pedro Lamy            | Minardi-Ford       | 50    | + 2 tours                          | 18     |        |
| 13   | 16 | Ricardo Rosset        | Arrows-Hart        | 50    | + 2 tours                          | 19     |        |
| Abd. | 2  | Eddie Irvine          | Ferrari            | 39    | Collision                          | 6      |        |
| Abd. | 18 | Ukyo Katayama         | Tyrrell-Yamaha     | 37    | Moteur                             | 14     |        |
| Abd. | 6  | Jacques Villeneuve    | Williams-Renault   | 36    | Perte d'une roue                   | 1      |        |
| Abd. | 19 | Mika Salo             | Tyrrell-Yamaha     | 20    | Moteur                             | 15     |        |
| Abd. | 10 | Pedro Diniz           | Ligier-Mugen-Honda | 13    | Sortie de piste                    | 16     |        |
| Abd. | 3  | Jean Alesi            | Benetton-Renault   | 0     | Accident                           | 9      |        |
| Nq.  | 21 | Giovanni Lavaggi      | Minardi-Ford       |       | Non qualifié                       | 20     |        |

## Pole position et record du tour
- Pole position : Jacques Villeneuve en 1 min 38 s 909 (vitesse moyenne : 213,433 km/h).
- Meilleur tour en course : Jacques Villeneuve en 1 min 44 s 043 au 34e tour (vitesse moyenne : 202,901 km/h).

## Tours en tête
- Damon Hill : 52 (1-52)

## Statistiques
- 21e victoire pour Damon Hill.
- 95e victoire pour Williams en tant que constructeur.
- 86e victoire pour Renault en tant que motoriste.
- 158e et dernier Grand Prix pour Martin Brundle qui marque également ses derniers points.
- L'abandon de Jacques Villeneuve l'élimine de la course au titre, laissant Damon Hill en tête du classement.